# Proalinopsis lobatus
Proalinopsis lobatus är en hjuldjursart som beskrevs av Rodewald 1935. Proalinopsis lobatus ingår i släktet Proalinopsis och familjen Proalidae. Inga underarter finns listade i Catalogue of Life.